# 黎明駅 (黒竜江省)
黎明駅（れいめいえき）とは、中華人民共和国黒竜江省ハルビン市香坊区に位置する拉浜線の駅。

## 歴史
- 1984年　開業。

## 隣の駅
中華人民共和国鉄道部
拉浜線
平房駅 - 黎明駅 - 孫家駅
座標: 北緯45度38分31秒 東経126度40分43秒 / 北緯45.641868度 東経126.67856度